# 11755 Paczynski
A 11755 Paczynski (ideiglenes jelöléssel 2691 P-L) a Naprendszer kisbolygóövében található aszteroida. Cornelis Johannes van Houten,  Ingrid van Houten-Groeneveld és Tom Gehrels fedezte fel 1960. szeptember 24-én.